# Club Deportivo Municipal de Santiago
El Club Deportivo Municipal de Santiago fue un club de fútbol de Chile, con sede en la ciudad de Santiago. Fue fundado el 27 de junio de 1961 y actualmente juega en la Asociación Zambrano de Lo Prado como equipo amateur hasta hoy.

## Historia
Era el representante de la comuna de Santiago, que incluía parte de lo que hoy es Recoleta, Independencia, San Joaquín, Estación Central y Quinta Normal. La sede del club estaba ubicada en una vieja casona de calle Catedral, junto a la Iglesia de Santa Ana, lugar donde se encontraba la Oficina de Deportes de la Municipalidad de Santiago.
Durante su corta existencia, rondó dos veces el descenso. El año 1962 y 1963 fue entrenado por Antonio Valjalo, el año 1963 contó entre sus jugadores con el excolocolino Eduardo Robledo.
En 1968 logró la décima posición, lo que obligó al cuadro santiaguino a disputar la Liguilla por el descenso, en la cual obtuvo el tercer puesto entre seis equipos.
En 1970, debido a las políticas de la Asociación Central de Fútbol, el equipo ejerció de local en el Estadio Municipal de Rengo, donde no encontró arraigo, manteniendo su sede, campos de entrenamiento y divisiones cadetes en la capital. En el torneo de ese año obtuvo el 14° lugar de catorce equipos (por diferencia de goles), disputando posteriormente una liguilla de promoción entre los tres últimos lugares, donde terminó colista, lo que significo que desapareciera del profesionalismo, y actualmente juega en la Asociación Zambrano de Lo Prado.

## Uniforme
- Uniforme titular: Camiseta celeste, pantalón azules, medias azules.

## Insignia
Durante algunas temporadas, el club utilizó como escudo el león rampante 
 Escudo usado hasta su adiós en el profesionalismo

## Datos del club
- Temporadas en 2ª: 9 (1962, 1963, 1964, 1965, 1966, 1967, 1968, 1969, 1970)
- Mejor puesto en la liga: 4º (1965).
- Peor puesto en la liga: 14º (1970).